# 全部成為F
《全部成為F》，是日本推理小說作家森博嗣的「犀川&萌繪系列」的第一本著作。日語原文由講談社於1996年出版，台湾譯本由尖端出版於2005年出版，陆版于2006年由北岳文艺出版社发行。《全部成為F》曾獲第一屆梅菲斯特賞。

## 劇情簡介
建築系準教授犀川創平、以及同系學生西之園萌繪，為了見傳說中的天才程式設計師真賀田四季，而一同旅行來到真賀田研究所，結果發現了穿著婚紗、兩手兩腳都被切斷的詭異屍體，於是兩人開始嘗試解開密室殺人的真相。

## 登場人物

### 主角
犀川創平（聲優：加瀨康之）
本作男主角，國立N大學工學部建築系副教授，曾是西之園萌繪父親的學生，在萌繪失去雙親後一直關照她。是個純粹的學者也是真賀田四季的狂熱崇拜者。非常喜欢香烟和咖啡，讨厌西瓜、豆馅和黄豆粉。
西之園萌繪（聲優：種崎敦美）
本作女主角，國立N大學工學部建築系1年級生，19歲。父親是大学前校长，叔父是爱知县警部长，叔母是县知事夫人。年幼時因最自豪的魔術表演被犀川破解而曾厭惡他，但在雙親因空難喪生陷入低潮時受犀川照顧才漸走出陰霾，轉而對他抱有好感。腦袋聰明，觀察細微，计算能力惊人，有跳躍式思維，但易衝動也常受感情左右。喜欢的东西是汽车引擎的声音以及推理小说。讨厌的东西是干香菇，不过由于相信它对于贫血有好处还是会每天忍耐着吃下去。

### 真賀田研究所
真賀田四季（聲優：木戶衣吹）
真賀田研究所的博士，天才程式設計師，年幼時就發揮超常的才智而成名。14歲時真賀田研究所落成那天突然殺害自己雙親而引起社會譁然，因未成年且被視為無意識行為而判無罪，之後便把自己關在研究所房裡進行研究，過著不與房外人直接接觸的生活。其間開發出「Red magic」的獨家操作系统，並做出名為「戴博拉」的研究所管理程序。
15年後突然出現在螢幕前再度接受媒體間接採訪，身穿著純白的洋裝並戴著手套，樣貌幾乎與15年前無異。曾接受萌繪申請與她私下會談，談話中冒出許多意味不明的語句而令她不知所措。之後犀川與萌繪親自來會面時，卻成一具穿著婚紗失去四肢的屍體，並在電腦裡的日記留下「當全部成為F」的不明語句和一台名為“道流”的開鎖用機器人。
具有多重人格，其角色分別為栗本其志雄、佐佐木棲麻和真賀田道流，全為四季身邊已故的要人或人偶。有比犀川更加非凡的邏輯思維，追尋自由且不受世間道德觀念影響。
真身並沒有死去，屍體與螢幕前現身的實際上是15年前與新藤清二發生不倫之戀下在房內所生的女兒，因此沒人知道其間房內有兩個人。原計畫是讓女兒15年後殺死自己與所長，卻因她跟萌繪的會談造成思想變動，才變更計畫由自己親手殺死女兒跟所長，並偽裝成真賀田未來混在犀川的學生中一同離開。引誘警方去東京後再度與犀川見面，之後又失去蹤影。
新藤清二（聲優：咲野俊介）
真賀田研究所的所長，四季的叔叔。在犀川來訪那天駕駛直升機去接應真賀田未來，回來時得知四季遇害的事件被請求用直升機上的無線電與警方聯絡，然而隨後也遇害而沒能及時報警。
15年前協助四季殺害其雙親。曾與年輕時的四季發生了不倫之戀。
新藤裕見子（聲優：小林さやか）
新藤清二的妻子，15年前目擊過四季殺害雙親。
山根幸弘（聲優：鈴木達央）
真賀田研究所的副所長。後被逃脫出研究所的四季殺死。
弓永富彥（聲優：佐佐木敏）
真賀田研究所的醫師。
水谷主稅（聲優：伊藤健太郎）
真賀田研究所的首席程式設計師。
島田文子（聲優：日笠陽子）
真賀田研究所的程式設計師，對一般的男人毫無興趣，比起找男人更喜歡看動漫，但見到氣場非凡的犀川卻意外有興致。
望月俊樹（聲優：下崎紘史）
真賀田研究所的警衛。
長谷部聰（聲優：伊丸岡篤）
真賀田研究所的警衛。

### 國立N大學工學部建築系
國枝桃子（聲優：桑岛法子）
國立N大學工學部建築學科助教。
濱中深志（聲優：村田太志）
國立N大學工學部建築系學生。

### 其他
儀同世津子（聲優：堀江由衣）
女性雜誌記者，時常與犀川有過於親密的舉動而被萌繪厭惡，犀川所穿的衣服多為她購買。
實際上是犀川的親妹妹，因為已婚改冠夫姓。
真賀田未來（聲優：甲斐田裕子）
真賀田四季的妹妹，面貌與四季十分神似，但身材明顯高大豐滿。個性成熟優雅，長年在國外留學因此能說流利的英文，由於身份鮮少公開，知道她的人非常少。
實際上是不存在的人物，在犀川等人前現身的是真正的真賀田四季，在殺害自己的女兒後變裝在屋頂與新藤會面，假裝是坐直升機而來。

## 出版書籍
| 冊數 | 講談社       | 講談社             | 尖端出版      | 尖端出版               | 北岳文艺出版社 | 北岳文艺出版社     | 江苏文艺出版社 | 江苏文艺出版社     | 力潮文创 | 力潮文创               |
| 冊數 | 發售日期     | ISBN               | 發售日期      | ISBN                   | 發售日期       | ISBN               | 發售日期       | ISBN               | 發售日期 | ISBN                   |
| ---- | ------------ | ------------------ | ------------- | ---------------------- | -------------- | ------------------ | -------------- | ------------------ | -------- | ---------------------- |
| 全   | 1996年4月3日 | ISBN 4-06-181901-1 | 2005年2月14日 | ISBN 978-957-102-966-5 | 2006年3月      | ISBN 9787537828413 | 2010年5月      | ISBN 9787539937908 |          | ISBN 978-7-5125-1938-1 |

- 講談社文庫版 - 1998年12月11日發行、ISBN 4-06-263924-6

## 遊戲
KID曾於2002年3月28日發售以Play Station為平台冒險遊戲，詳情請見

### 角色
- 犀川創平：澀谷茂
- 西之園萌繪：小林沙苗
- 真賀田四季：興梠里美
- 新藤清二：山口健（日语：山口健）
- 山根幸弘：吉田孝（日语：吉田孝 (声優)）
- 弓永富彦：重塚利弘（日语：重塚利弘）
- 水谷主稅：遠藤守哉（日语：遠藤守哉）
- 島田文子：永島由子
- 國枝桃子：小松靜

## 電視劇
《全部成為F》，日本富士電視台於2014年10月起在火九時段（週二21:00 - 21:54，JST）播出的電視連續劇，改編自同名小說，由武井咲和綾野剛共同主演。

### 演員陣容

#### 主角
- 西之園萌繪（日语：西之園萌絵）：武井咲
- 犀川創平：綾野剛
- 國枝桃子（助教）：水澤惠麗奈
- 濱中深志（碩士班2年級生，研究小組幹事）：岡山天音（日语：岡山天音）

#### 神南大學工學部土木工學科
- 喜多北斗（副教授）：小澤征悦

#### 真賀田研究所
- 真賀田四季（工學博士）：早見朱莉

#### 神奈川県警察捜査第一課
- 鵜飼大介：戶次重幸
- 片桐誠人：坂本真（日语：坂本真）
- 西之園捷輔（本部長，萌繪的叔父）：吉田鋼太郎

#### 各集登場人物及客串演員

##### 第1話－第2話

###### 神南大學工學部土木工學科木熊論壇
- 市之瀬里佳（助教）：市川由衣
- 木熊京介（教授）：平田滿（日语：平田満）
- 八川善太郎（極地環境研究中心技官）：佐伯新（日语：佐伯新）
- 丹羽健二郎（博士班2年級生，研究小組幹事）：菊田大輔（日语：菊田大輔）
- 服部珠子（碩士班2年級生）：吉谷彩子
- 荒井正直（博士班1年級生）：戶塚純貴
- 船見真智子（碩士班1年級生）：松山愛里（日语：松山愛里）
- 向井浩二（極地環境研究中心警衛）：針原滋
- 増田潤（研究小組前幹事）：久野雅弘（日语：久野雅弘）

##### 第3話－第4話

###### 佛教畫師香山家
- 香山史（林水的妻子）：真野響子（日语：真野響子）（19歳：西川綾乃）
- 香山麻里莫（林水的女兒漫畫家）：原田夏希
- 香山林水（現當家）：横内正（日语：横内正）（22歳：田上晃吉）
- 香山多可志（林水的兒子，麻里莫的哥哥）：高橋洋
- 吉村益男（管理人） ：諏訪園親治（日语：すわ親治）（17歳：依田哲哉）
- 香山綾緒（多可志的妻子）：赤間麻里子（日语：赤間麻里子）
- 香山祐介（多可志的兒子）：高橋來
- 香山風采（前當家）：牛尾元昭

##### 第5話－第6話

###### 真賀田研究所
- 山根幸宏（副所長）：利重剛（日语：利重剛）
- 新藤裕見子（四季的叔母）：藤吉久美子（日语：藤吉久美子）
- 新藤清二（四季的叔父，所長）：冨家規政（日语：冨家規政）
- 弓永富彦（職能治療師）：小須田康人（日语：小須田康人）
- 島田文子（主任程式設計師）：山田真歩（日语：山田真歩）
- 望月俊樹（監視員）：柳憂憐（日语：柳憂怜）
- 長谷部聰（監視員）：壽大聰（日语：寿大聡）
- 真賀田左千朗（四季的父親工學博士）：宇納佑（日语：宇納佑）
- 真賀田美千代（四季的母親語言學者）：横山美智代
- 道流（機器人）：早見朱莉（分飾兩角）
- 黛博拉（人工智慧）：木村遙（日语：木村はるか）

##### 第7話－第8話

###### 京濱工業大學工學部化學工業科
- 寺林高司（社會學院學生，人形模型設計者）：山本耕史
- 河嶋慎也（教授，飛行機模型設計者）：近江谷太朗（日语：近江谷太朗）
- 上倉裕子（大學部學生）：濱川文江（日语：ハマカワフミエ）

###### 橫濱模型嘉年華
- 筒見紀世都（藝術家）：中島歩（日语：中島歩）
- 筒見明日香（紀世都的妹妹，角色扮演玩家）：山川紗彌（日语：山川紗弥）
- 武蔵川純（地球防衛軍）：加藤諒
- 儀同世津子（飛特族）：臼田麻美（日语：臼田あさ美）
- 大御防安朋（萌繪的堂哥，戀愛小説家）：小松和重（日语：小松和重）

##### 第9話－第10話

###### 軟體公司「Nanocraft Europe」
- 塙理生哉（社長，遊戲設計師）：城田優
- 藤原博（副社長）：鈴木一真（日语：鈴木一真）
- 新庄久美子（塙的秘書）：青山倫子（日语：青山倫子）
- 芝池護（愛知縣警察捜査官）：小林隆（日语：小林隆）
- 松本卓也（程式設計師）：小久保壽人（日语：小久保寿人）

###### 西之園家
- 西之園恭輔（萌繪的父親）：津村和幸（日语：津村和幸）
- 西之園佳子（萌繪的母親）：建部和美
- 諏訪野（管家）：藏内秀樹（日语：藏内秀樹）

### 製作團隊
- 原作 - 森博嗣《全部成為F》他S&M系列（講談社文庫刊）
- 系列腳本 - 黑岩勉
- 脚本 - 黑岩勉、小山正太
- 音楽 - 川井憲次
- 演出 - 城宝秀則、小椋久雄、小林義則
- 主題曲 - ゲスの極み乙女。「Digital Mole」（Warner Music Japan / unBORDE）[2]
- 演出候補 - 村谷嘉則、淵上正人
- 標題背景 - 衛藤一郎
- 動作指導 - 釼持誠
- 弓道協力 - 全日本弓道連盟
- 編成企劃 - 成河広明、加藤達也
- 製作人 - 小椋久雄、貸川聡子
- 候補製作人 - 関本純一、堀江愛佳
- 製作 - 富士電視台
- 製作著作 - 共同電視台

### 各集列表
| 集數                                                                    | 播放日期 | 標題 | 原作             | 腳本     | 演出     | 收視率 |
| ----------------------------------------------------------------------- | -------- | ---- | ---------------- | -------- | -------- | ------ |
| 第1話                                                                   | 10月21日 |      | 冰冷密室與博士們 | 黒岩勉   | 城宝秀則 | 11.8%  |
| 第2話                                                                   | 10月28日 |      | 冰冷密室與博士們 | 黒岩勉   | 城宝秀則 | 10.2%  |
| 第3話                                                                   | 11月4日  |      | 封印再度         | 小山正太 | 小椋久雄 | 10.3%  |
| 第4話                                                                   | 11月11日 |      | 封印再度         | 小山正太 | 小椋久雄 | 08.3%  |
| 第5話                                                                   | 11月18日 |      | 全部成為F        | 黒岩勉   | 城宝秀則 | 08.9%  |
| 第6話                                                                   | 11月25日 |      | 全部成為F        | 黒岩勉   | 城宝秀則 | 08.2%  |
| 第7話                                                                   | 12月2日  |      | 命運的模型       | 黒岩勉   | 小林義則 | 09.1%  |
| 第8話                                                                   | 12月9日  |      | 命運的模型       | 黒岩勉   | 小林義則 | 07.7%  |
| 第9話                                                                   | 12月16日 |      | 有限與微小的麵包 | 黒岩勉   | 小椋久雄 | 07.4%  |
| 最終話                                                                  | 12月23日 |      | 有限與微小的麵包 | 黒岩勉   | 城宝秀則 | 06.1%  |
| 平均收視率 8.9%（收視率取自Video Research調查關東地區、世帶的統計結果） |          |      |                  |          |          |        |

| 日本富士電視台 周二晚间21:00 - 21:54      | 日本富士電視台 周二晚间21:00 - 21:54  | 日本富士電視台 周二晚间21:00 - 21:54 |
| ----------------------------------------- | ------------------------------------- | ------------------------------------ |
|                                           | 全部成為F （2014.10.21 - 2014.12.23） |                                      |
| 羅漢柏三三七拍子 （2014.7.15 - 2014.9.9） | 影子寫手 （2015.1.13 - 2015.3.17）    |                                      |

| 香港 無綫網絡電視日劇台 星期六 13:30 - 15:25/15:30、17:30 - 19:30及21:30 - 23:30 | 香港 無綫網絡電視日劇台 星期六 13:30 - 15:25/15:30、17:30 - 19:30及21:30 - 23:30 | 香港 無綫網絡電視日劇台 星期六 13:30 - 15:25/15:30、17:30 - 19:30及21:30 - 23:30 |
| -------------------------------------------------------------------------------- | -------------------------------------------------------------------------------- | -------------------------------------------------------------------------------- |
|                                                                                  | 全部成為F （2016.2.27 - 2016.3.26）                                              |                                                                                  |
| （2016.1.23 - 2016.2.20）                                                        | 非常審查官特別篇 （2016.4.2）                                                    |                                                                                  |

## 電視動畫
富士電視台於2014年11月27日公佈，將會結合包括本作在內的各個《犀川&萌繪系列》故事，改編電視動畫標題為《全部成為F THE PERFECT INSIDER》，於2015年10月在noitaminA時段播放。

### 製作人員
- 原作：森博嗣 「全部成為F」「四季（全4冊）」（講談社文庫刊）
- 監督：神戶守
- 系列構成：大野敏哉
- 劇本：渡邊雄介、雨宮麻美
- 人物原案：淺野一二〇
- 人物設定、總作畫監督：奧田佳子
- 道具設計：宮川治雄
- 研究所設計：長澤真
- 美術監督：甲斐政俊
- 色彩設計：帆苅加奈子
- 攝影監督：荻原健
- 3D監督：福田陽
- 編輯：瀨山武司
- 音響監督：清水勝則
- 音樂：川井憲次
- 音樂製作人：佐野弘明
- 製片人：松崎容子、横山朱子
- 製作人：岡安由夏、丹羽将己
- 動畫製作人：大松裕
- 動畫製作：A-1 Pictures
- 製作：「全部成為F」製作委員會（富士電視台、Aniplex、關西電視台、京樂產業Holdings、電通）

### 配音
- 犀川創平：加瀨康之
- 西之園萌繪：種崎敦美
- 真賀田四季：木戶衣吹
- 新藤清二：咲野俊介
- 新藤裕見子：小林沙耶香
- 山根幸宏：鈴木達央
- 弓永富彥：佐佐木敏（日语：佐々木敏）
- 水谷主稅：伊藤健太郎
- 島田文子：日笠陽子
- 望月俊樹：下崎紘史
- 長谷部聰：伊丸岡篤
- 真賀田未來：甲斐田裕子
- 國枝桃子：桑島法子
- 濱中深志：村田太志
- 儀同世津子：堀江由衣
- 諏訪野：長克巳
- 真賀田左千朗：山路和弘
- 真賀田美千代：園崎未惠

### 主題曲
片頭曲「talking」
作詞、作曲：谷口鮪，編曲、歌：KANA-BOON
片尾曲
作詞：林孝介，作曲：Scenarioart、CHRYSANTHEMUM BRIDGE，歌：Scenarioart

### 各話列表
| 話數     | 日文標題 | 中文標題     | 劇本     | 分鏡       | 演出           | 作畫監督                              |
| -------- | -------- | ------------ | -------- | ---------- | -------------- | ------------------------------------- |
| 第一章   |          | 白色面會     | 大野敏哉 | 神戶守     | 黑木美幸       | 近藤圭一、栗原優                      |
| 第二章   |          | 蒼色的邂逅   | 雨宮真美 | 神戶守     | 矢嶋武         | 久原陽子、中島裕里 藤原宏樹、河合拓也 |
| 第三章   |          | 紅色魔法     | 渡邊雄介 | 今井友紀子 | 今井友紀子     | 小野可奈子                            |
| 第四章   |          | 虹色的過去   | 大野敏哉 | 高橋敦史   | 關曉子         |                                       |
| 第五章   |          | 銀色的希望   | 雨宮真美 | 工藤進     | 三上喜子       | 小澤円、近藤圭一                      |
| 第六章   |          | 真紅的決意   | 渡邊雄介 | 福島利規   | 河野亞矢子     | 栗原優、松原榮介                      |
| 第七章   |          | 灰色的境界   | 大野敏哉 | 今泉賢一   | 倉田綾子       | 、野野下伊織                          |
| 第八章   |          | 紫色的黎明   | 雨宮真美 | 松本淳     | 石踊宏         | 澀谷一彦                              |
| 第九章   |          | 黃色的死角   | 渡邊雄介 | 黑木美幸   | 黑木美幸       | 小泉初榮                              |
| 第十章   |          | 淡紫色的真實 | 大野敏哉 | 今井友紀子 | 今井友紀子     | 近藤圭一                              |
| 第十一章 |          | 無色的週末   | 大野敏哉 | 神戶守     | 神戶守、矢嶋武 | 河合拓也                              |

### 播放電視台
| 播放地區       | 播放電視台     | 播放日期                 | 播放時間（UTC+9）         | 所屬聯播局 | 備註           |
| -------------- | -------------- | ------------------------ | ------------------------- | ---------- | -------------- |
| 關東廣域圈     | 富士電視台     | 2015年10月8日－12月17日  | 星期四 24時55分－25時25分 | 富士電視網 | 製作委員會參加 |
| 岩手縣         | 岩手可愛電視台 | 2015年10月8日－12月17日  | 星期四 24時55分－25時25分 | 富士電視網 |                |
| 山形縣         | 櫻桃電視台     | 2015年10月8日－12月17日  | 星期四 24時55分－25時25分 | 富士電視網 |                |
| 愛媛縣         | 愛媛電視台     | 2015年10月8日－12月17日  | 星期四 25時00分－25時30分 | 富士電視網 |                |
| 秋田縣         | 秋田電視台     | 2015年10月8日－12月17日  | 星期四 25時20分－25時50分 | 富士電視網 |                |
| 靜岡縣         | 靜岡電視台     | 2015年10月8日－12月17日  | 星期四 25時35分－26時05分 | 富士電視網 |                |
| 新潟縣         | 新潟綜合電視台 | 2015年10月8日－12月17日  | 星期四 25時45分－26時15分 | 富士電視網 |                |
| 熊本縣         | 熊本電視台     | 2015年10月8日－12月17日  | 星期四 25時45分－26時15分 | 富士電視網 |                |
| 福島縣         | 福島電視台     | 2015年10月8日－12月17日  | 星期四 25時55分－26時25分 | 富士電視網 |                |
| 近畿廣域圈     | 關西電視台     | 2015年10月8日－12月17日  | 星期四 25時55分－26時25分 | 富士電視網 | 製作委員會參加 |
| 福岡縣         | 西日本電視台   | 2015年10月8日－12月17日  | 星期四 25時55分－26時25分 | 富士電視網 |                |
| 廣島縣         | 新廣島電視台   | 2015年10月8日－12月17日  | 星期四 26時00分－26時30分 | 富士電視網 |                |
| 宮城縣         | 仙台放送       | 2015年10月8日－12月17日  | 星期四 26時05分－26時35分 | 富士電視網 |                |
| 鹿兒島縣       | 鹿兒島電視台   | 2015年10月8日－12月17日  | 星期四 26時05分－26時35分 | 富士電視網 |                |
| 中京廣域圈     | 東海電視台     | 2015年10月8日－12月17日  | 星期四 26時15分－26時45分 | 富士電視網 |                |
| 佐賀縣         | 佐賀電視台     | 2015年10月9日－12月18日  | 星期五 24時40分－25時10分 | 富士電視網 |                |
| 北海道         | 北海道文化放送 | 2015年10月11日－12月20日 | 星期日 26時00分－26時30分 | 富士電視網 |                |
| 長野縣         | 長野放送       | 2015年10月20日－12月29日 | 星期二 25時55分－26時25分 | 富士電視網 |                |
| 鳥取縣、島根縣 | 山陰中央電視台 | 2016年1月8日－           | 星期一 25時25分－25時55分 | 富士電視網 |                |

### BD / DVD
| 名稱                                       | 發售日        | 收錄話 | 規格編號     | 規格編號     |
| 名稱                                       | 發售日        | 收錄話 | BD限定版     | DVD限定版    |
| ------------------------------------------ | ------------- | ------ | ------------ | ------------ |
| 全部成為F THE PERFECT INSIDER Complete BOX | 2016年2月24日 | 全11話 | ANZX-11291-5 | ANZB-11291-5 |

## 漫畫版
2001年起連載於《Comic Birz》，由幻冬舎集結成單行本刊行。2015年於電視動畫開播之前於《ARIA》（講談社）2015年7月號到2016年1月號的雜誌上連載，使用《全部成為F-THE PERFECT INSIDER-》此標題作為漫畫名稱。
幻冬舎
- 森博嗣（原作）淺田寅ヲ（作画）幻冬舎〈BIRZ COMICS〉、全1卷
  - 2001年9月28日發行、ISBN 978-4-7897-8380-4
  - 2002年2月24日發行、ISBN 978-4-344-80033-5（再版）
  - 2007年6月22日發行、ISBN 978-4-344-81028-0（文庫版）

講談社
- 森博嗣（原作）霜月灰吏（作畫） 講談社〈KCx ARIA〉、全2卷

| 集數 | 講談社            | 講談社                 | 東立出版社     | 東立出版社             |
| 集數 | 發售日期          | ISBN                   | 發售日期       | ISBN                   |
| ---- | ----------------- | ---------------------- | -------------- | ---------------------- |
| 1    | 2015年10月7日發行 | ISBN 978-4-06-380804-9 | 2016年12月30日 | ISBN 978-986-470-956-4 |
| 2    | 2016年3月7日發行  | ISBN 978-4-06-380829-2 | 2016年12月30日 | ISBN 978-986-470-957-1 |

## 外部連結
- 原作小說
  - （日語）S&M series 犀川創平＆西之園萌繪系列（页面存档备份，存于） - 作者的系列解說
  - （日語）《全部成為F》（森博嗣）：講談社小說｜講談社BOOK倶楽部
- 漫畫
  - （日語）全部成為F:刊行情報 | 幻冬舍COMICS GENTOSHA COMICS（页面存档备份，存于）
  - （日語）《全部成為F-THE PERFECT INSIDER-》原作：森博嗣 漫畫：霜月海里 | ARIA | 講談社COMIC PLUS（页面存档备份，存于）
  - （日語）四季 - 原作：森博嗣 漫畫：猫目トーチカ | ITAN | 講談社COMIC PLUS
- 遊戲
  - （日語）全部成為F 〜THE PERFECT INSIDER 〜
- 電視劇
  - （日語）全部成為F - 富士電視台
  - （日語）全部成為F的Facebook專頁
- 電視動畫
  - （日語）電視動畫《全部成為F THE PERFECT INSIDER》官方網站（页面存档备份，存于）
  - （日語）全部成為F的X（前Twitter）